# ملبيغة أطلسية
ملبيغيا أطلسية (الاسم العلمي:Malpighia atlantica) هي نوع من النباتات يتبع جنس الملبيغيا من الفصيلة الملبيغية.